# يونغ هو تشانغ
يونغ هو تشانغ (بالإنجليزية: Yung Ho Chang)‏ (بالصينية: 张永和) هو مهندس معماري ومصمم صيني وأمريكي، ولد في 1956 في بكين في الصين.